# Буна (ера)
Буна (文和), позната и као Бунва је јапанска ера (ненко) Северног двора током првог раздобља Муромачи периода, познатог још и као Нанбокучо период. Настала је после Кано и пре Енбун ере. Временски је трајала од септембра 1352. до марта 1356. године. Владајући монарх у Кјоту био је цар Го Когон а у Јужном двору у Јошину Го Мураками.
У исто време на југу текла је ера Шохеи (1346–1370).

## Важнији догађаји Буна ере
- 1352. (Буна 1, једанаести месец): Деда актуелног цара постаје надаиџин.[5]
- 1353. (Буна 2): Кјото је окупиран од стране Јужне војске коју предводи Јамана Токиуџи али престоницу врло брзо преузима шогунат Ашикага.[6]
- 1354. (Буна 3): Такауџи бежи са царом Го Когоном. У међувремену умире Китабатаке Чикафуса.[6]
- 1355. (Буна 4): Кјото прелази у руке Јужне војске али га назад опет преузима војска Ашикага шогуната.[6]